# New Dorp

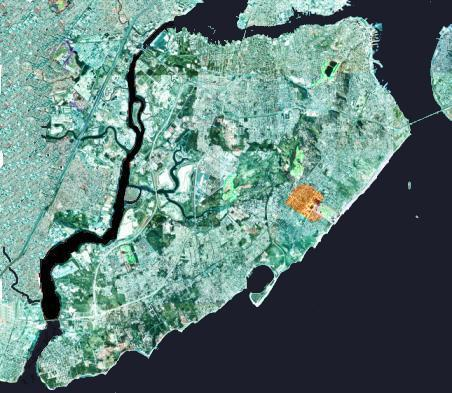
Lage von New Dorp auf Staten Island

New Dorp (Anglisierung von Nieuw dorp, Neuniederländisch für Neudorf) ist ein Stadtteil im Borough of Staten Island, einem Stadtbezirk von New York City, bzw. im Richmond County (vergleichbar einem Landkreis) von New York State in den Vereinigten Staaten von Amerika.

## Ureinwohner
Wie auch der Rest von Staten Island wurde das Gebiet von New Dorp seit über 10.000 Jahren von Ureinwohnern Amerikas besiedelt. Zur Zeit der Ankunft der ersten europäischen Aussiedler im 17. Jahrhundert war es von Angehörigen der Raritans und anderer Stämme der Lenni Lenape (auch Delaware genannt) bewohnt.

## Europäische Siedler
Die erste belegte Niederlassung von europäischen Siedlern erfolgte im Jahr 1671. Nachdem die Engländer die New Netherland colony übernommen hatten, erweiterten sie die niederländischen Siedlungen entlang der Südküste, genannt Oud dorp (altes Dorf), die bereits zehn Jahre zuvor entstanden waren.
Im späten 19. Jahrhundert wurde New Dorp Sitz der bekannten Vanderbilt-Familie, von denen viele auf dem örtlichen „Mährischen“ (Herrnhuter) Friedhof ihre letzte Ruhestätte fanden. Der Landsitz der Vanderbilts wurde später von der United States Army als Miller Air Field genutzt und wurde in den 1970er Jahren Teil der Gateway Recreational Area.

## Heutige Situation
Heutzutage ist der Großteil der Bevölkerung italo-amerikanischer Abstammung, außerdem leben viele Einwohner irischer und polnischer Abstammung in diesem Stadtteil, die meisten von ihnen sind katholischen Glaubens.

### Schienenverkehr

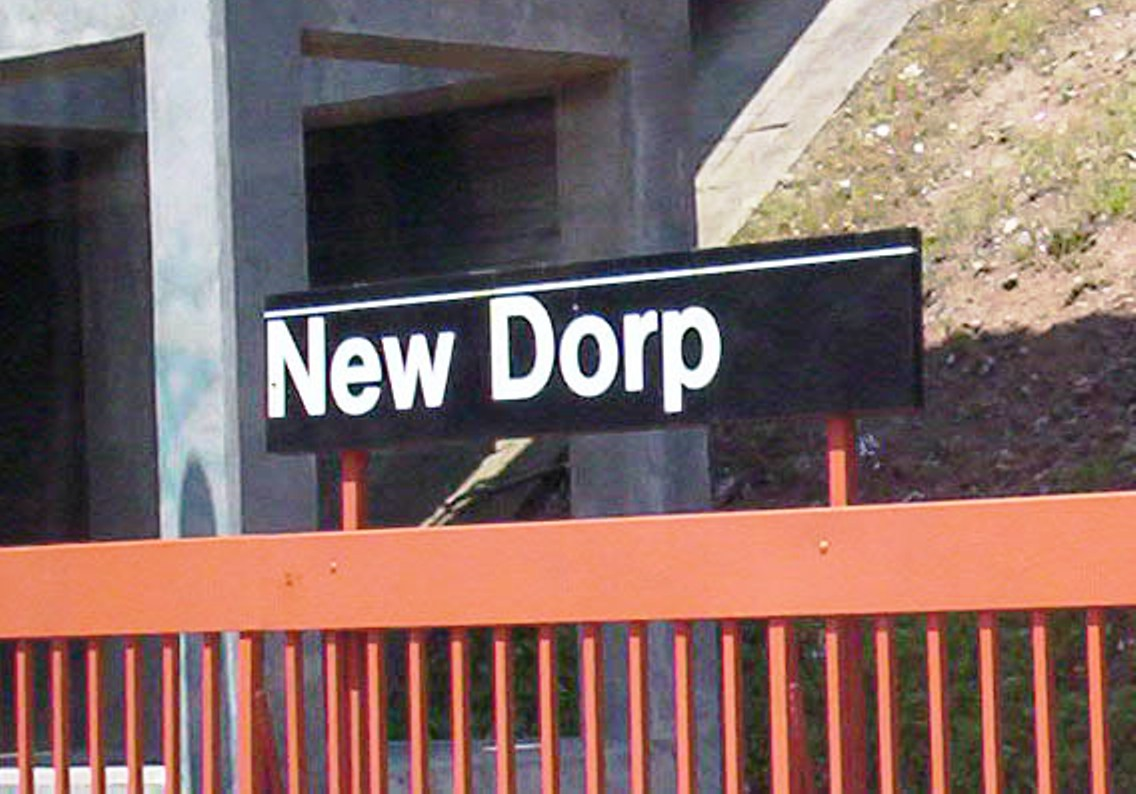
Bahnhofsschild New Dorp

New Dorp ist über die Staten Island Railway, eine isolierte New Yorker Stadtbahnlinie, an den Rest der Insel und an die Staten Island Ferry nach Manhattan angebunden.

## Partnerschaft
New Dorp verbindet eine Partnerschaft mit Neudorf, einem Stadtteil von Duisburg. Der Bürgerverein Neudorf hatte eine „Stadtteilpartnerschaft“ mit New Dorp in die Wege geleitet.